# Eddie Mapp
Eddie Mapp (Social Circle, fl. 1910 – Atlanta, 14 novembre 1931) è stato un armonicista statunitense. È meglio conosciuto per le sue registrazioni di blues, come accompagnatore di Barbecue Bob e Curley Weaver.

## Biografia
Mapp nacque a Social Circle, nella Walton County, Georgia. Si trasferì nel 1922 nella Newton County, dove incontrò il chitarrista Curley Weaver. Mapp era molto conosciuto nella contea di Newton come un virtuoso dell'armonica con uno stile unico, che spesso si esibiva in strada per le mance. Nel 1925 Weaver and Mapp partirono per Atlanta. I due suonvano alle danze di campagna. Weaver formò quindi un gruppo con Mapp, Barbecue Bob e il fratello di Bob, Charlie Hicks e continuò a suonare localmente.
Nel 1929 pubblicizzati come Georgia Cotton Pickers, registrarono per la QRS, etichetta discografica di Atlanta. Mapp incise anche un brano da solo, Riding the Blinds quello stesso anno. Nessuna delle canzoni vendette bene.
Nel novembre del 1931 Mapp fu trovato accoltellato in un angolo di Atlanta. Il suo certificato di morte riportava che l'arteria brachiale nel suo braccio sinistro era stata recisa. Riferiva la sua età come vent'anni. Nessuno fu accusato per il suo omicidio. Il certificato notava anche che era un musicista; in quel periodo era insolito che un coroner riconoscesse tale occupazione.

## Discografia
Una compilation, Georgia Blues 1928-33, pubblicata nel 1994 dalla Document Records (DOCD-5110), contiene la discografia più completa del lavoro di Mapp. Comprende i seguenti pezzi di Mapp:
- Curley Weaver e Eddie Mapp, No No Blues e It's the Best Stuff Yet
- Eddie Mapp e Guy Lumpkin, Decatur Street Drag e Riding the Blinds
- Slim Barton, Eddie Mapp e James Moore, I'm Hot Like That, Careless Love, Wicked Travelin 'Blues, It's Tight Like That e Poor Convict Blues
- Eddie Mapp, James Moore e Guy Lumpkin, Where You Been So Long (1929)[7]
- Slim Barton e Eddie Mapp, Fourth Avenue Blues (1929)[8]